# Юрдинген 05
«Юрдинген 05» — немецкий футбольный клуб из города Крефельд, Северный Рейн-Вестфалия. Обладатель Кубка Германии 1985 года.

## История

### Первый период (1905—1983)
Клуб был основан в ноябре 1905 года как «Крефельдский футбольный клуб Юрдинген»
Долгое время клуб играл лишь на любительском уровне. В 1953 году клуб купила крупная фармацевтическая компания «Байер». Первоначально клуб продолжал играть в любительских лигах. Но в 1971 году команда выиграла оберлигу земли Северный Рейн-Вестфалия и вышла во вторую Бундеслигу. В 1975 году «Юрдинген» неожиданно занял там третье место и вышел в первую Бундеслигу. Но клуб сыграл там неудачно, заняв лишь последнее место.
Через три года клуб вернулся в элитный дивиизон и задержался там на два сезона. В 1979 «Байер-05» остался в бундеслиге лишь по дополнительным показателям. Зато в следующем году клуб вновь занял последнее место и вернулся во второй дивизион.

### Период успехов (1983—1991)
Возрождение «Юрдингена» связано с именем Тимо Конецка. Знаменитый нападающий принял команду в 1982 году и сразу вывел её в первую бундеслигу, где команда заняла девятое место. Команда показывала яркий, атакующий футбол. Но Конецка стал тренером «Боруссии» Дортмунд, а команду возглавил Карл-Хайнц Фельдкамп. Именно при нём команда добилась первого своего трофея- Кубка Германии 1984/1985. В финале «Юрдинген» победил «Баварию»- 2:1. Благодаря этому успеху команда стала участником Кубка Кубков 1985/1986. В нём команда дошла до полуфинала. А в четвертьфинале «Юрдинген» победил «Динамо» из Дрездена - 7:3, уступая по ходу матча 1:3.
В сезоне 1985/1986 клуб занял 3 место в чемпионате Германии. Это стало последним успехом «Юрдингена 05». Фельдкамп перешел в «Айнтрахт». Под руководством Хорста Кеппеля команда стала середняком, а в последнем розыгрыше Бундеслиги Западной Германии команда заняла 17-е место и покинула её.

### Новейшая история (1991—настоящее время)
Команду вернул в высший дивизион её бывший игрок Фридхельм Функель. Но команда быстро вернулась во вторую бундеслигу. В дальнейшем за «Юрдингеном» закрепилась слава «команды-лифта», которая не задерживается в первой Бундеслиге. В 1996 команда сыграла свой последний матч в чемпионате Германии.
В мае 1995 года произошло важнейшее событие — концерн «Байер» расторг контракт с клубом. Ему возвращено историческое название — «Юрдинген 05».
После этого команда стала играть всё хуже и хуже. В 1999 году клуб начал играть в третьей лиге, а в 2005 году — обанкротился. Финансовое положение клуба стало настолько тяжелым, что в 2008 году на аукцион была выставлена должность тренера команды..
«Юрдинген» до 2018 года играл в низших лигах. По результатам сезона 2017/2018 команда вышла в Третью лигу. В следующем сезоне команда заняла 11 место.

## Достижения

### Внутренние
- Обладатель кубка Германии: 1985

### Международные
- Кубок Интертото (3) 1990, 1991, 1992.
- Полуфинал Кубка Кубков: 1985/1986
- 1/8 финала Кубка УЕФА: 1986/1987

## В еврокубках

### Кубок Кубков 1985/1986
| Команда 1   | Итог | Команда 2        | 1-й матч | 2-й матч |
| ----------- | ---- | ---------------- | -------- | -------- |
| Юрдинген 05 | 12-0 | Цуррик           | 3-0      | 9-0      |
| Юрдинген 05 | 3-1  | Галатасарай      | 2-0      | 1-1      |
| Юрдинген 05 | 7-5  | Динамо (Дрезден) | 0-2      | 7-3      |
| Юрдинген 05 | 2-4  | Атлетико Мадрид  | 0-1      | 2-3      |

### Кубок УЕФА 1986/1987
| Команда 1   | Итог | Команда 2      | 1-й матч | 2-й матч |
| ----------- | ---- | -------------- | -------- | -------- |
| Юрдинген 05 | 7-1  | Кальмар        | 4-1      | 3-0      |
| Юрдинген 05 | 2-0  | Видзев (Лодзь) | 0-0      | 2-0      |
| Юрдинген 05 | 0-4  | Барселона      | 0-2      | 0-2      |